# Robert Evans (árbitro)
Robert E. Allsopp, más conocido como Robert Evans (Tidworth; 27 de noviembre de 1939-LaGrange; 29 de marzo de 2016), fue un árbitro de fútbol estadounidense nacido en Inglaterra.

## Trayectoria
Empezó arbitrando en 1971, se mantuvo hasta su retiro en 1988. Fue nombrado con el gafete de la FIFA en 1979, siendo internacional hasta 1987.